# Pierella ocellata
Pierella ocellata är en fjärilsart som beskrevs av John Smart 1979. Pierella ocellata ingår i släktet Pierella och familjen praktfjärilar. Inga underarter finns listade i Catalogue of Life.